# کنگره ملی کردستان
کنگره ملی کردستان (به کوردی: کۆنگره‌ی نه‌ته‌وه‌ییی کوردستان، که‌نه‌که؛ Kongreya Neteweyî ya Kurdistanê , KNK؛ به انگلیسی: Kurdistan National Congress) یک سازمان چترگون سیاسی کُرد است که به صورت یک پارلمان متشکل از نمایندگان سازمان‌ها و احزاب سیاسی مختلف فعالیت می‌کند. کنگرۀ ملی کردستان به عنوان پارلمان در تبعید کردستان عمل می‌کند و مقر آن در اروپا و در شهر بروکسل قرار دارد.

## تاریخچه
کنگرۀ ملی کرد در تاریخ ۱۴ آوریل ۱۹۸۵ تأسیس شد، اما افتتاح کنگرۀ مؤسس آن در تاریخ ۲۴ مه ۱۹۹۹ با شرکت ۷۰۰ نفر متشکل از نمایندگان سازمان‌ها و احزاب کرد هر چهار بخش کردستان و نیز اعضای ناظر غیر کُرد، در شهر امستردام در هلند انجام شد. در زمان تأسیس این سازمان ده‌ها شخصیت سیاسی، فرهنگی و فعال مدنی و اجتماعی متعلق به هر چهار بخش کردستان از گرایش‌های گوناگون سیاسی در کنگره شرکت داشتند.

## جایگاه کردهای ایران در کنگرۀ ملی کرد
احزاب کردستان ایران- به جز حزب حیات آزاد کردستان- از آغاز کار کنگره در آن شرکت نکردند، اما در نشست فوق‌العادۀ ۲۰۱۱، نمایندگان حزب دمکرات کردستان ایران و حزب دمکرات کردستان شرکت کردند.

## اهداف کنگره
کنگره ملی کردستان اعلام کرده که یک حزب سیاسی نیست،‌ بلکه سازمان ملی چترگون می‌باشد که از نمایندگان سازمان‌ها و احزاب مختلف تشکیل شده و برای یک کردستان آزاد و متحد فعالیت می‌کند. آرمان کنگرۀ ملی کردستان تلاش برای اتحاد و همبستگی بخش‌های مختلف کردستان بر اساس اتحاد ملی، منافع مشترک و درازمدت مردم کردستان می‌باشد. سعی می‌کند تا مشکلات و اختلافات داخلی بین سازمان و احزاب سیاسی کردستان را حل کند. همچنین از مبارزه آزادیخواهانه ملی در هر ۴ بخش کردستان پشتیبانی می‌نماید و از حل مسالمت‌آمیز و سیاسی مسئلۀ کرد در این کشورها حمایت می‌کند.

## ریاست کنگرۀ ملی کردستان
ریاست کنگرۀ ملی کردستان، به صورت مشترک و توسط یک زن و یک مرد صورت می‌گیرد. در حال حاضر زینب مراد و احمد کاراموس این مسئولیت را عهدەدار هستند. در گذشته نیلوفر کوچ و ریبوار رشید ریاست مشترک کنگرۀ ملی کردستان را بر عهده داشتند.

## ترور عضو کنگرۀ ملی کردستان
فیدان دوغان یکی از نمایندگان کنگره ملی کردستان روز ۹ ژانویۀ ۲۰۱۳ در شهر پاریس به همراه دو فعال سیاسی زن کرد دیگر، سکینه جانسیز و لیلا شایلمز به قتل رسید.

## مجمع عمومی کنگره ملی کردستان
هجدهمین مجمع عمومی کنگره ملی کردستان در اکتبر ۲۰۱۸ در شهر بارلو در هلند برگزار شد. این مجمع قطعنامه‌ای در ٢٠ ماده منتشر کرد و از سازمان ملل خواست که یک کرسی برای مردم کرد در سازمان ملل اختصاص داده‌شود.